# 利奧波德一世 (利珀)
利奧波德一世（德語：Leopold I.，1767年12月2日—1802年11月5日），第一任利珀親王，1789年至1802年在位。
1782年，他的父親西蒙·奧古斯特去世，利奧波德繼位為利珀-德特摩德伯爵。1789年利珀-德特摩德升格為利珀親王国，利奧波德成為第一任親王。

## 家庭
1796年，利奧波德與安哈特-貝恩堡的保琳結婚，兩人共有兩個兒子：
1. 利奧波德（1796年—1851年）
2. 腓特烈（1797年—1854年）